# Another Day of Sun
Another Day of Sun è un singolo della cantante italiana Mina, pubblicato il 9 febbraio 2018 dalla Sony Music e PDU.

## La canzone
La canzone è una cover del brano tratto dalla colonna sonora del film La La Land, nominato ai Grammy Awards 2018 per il miglior arrangiamento. Mina effettua una personale interpretazione della canzone, che ha raggiunto le radio in occasione del lancio della nuova campagna TIM con la cantante protagonista durante la settimana del Festival di Sanremo 2018. Tale versione viene utilizzata anche negli spot successivi.

## Video musicale
Il videoclip con l'audio ufficiale è stato pubblicato nel canale Youtube di Mina e mostra il profilo della cantante mentre scorre durante il brano. Di notevole rilievo è stata la ricostruzione in grafica 3D dell'ologramma della cantante, nel quale interpreta Another Day of Sun e trasmesso durante la finale del Festival di Sanremo 2018.

## Tracce
Download digitale
1. Another Day of Sun – 3:05